# كأس أوغندا 2001
كأس أوغندا 2001 (بالإنجليزية: 2001 Uganda Cup)‏ هو موسم من كأس أوغندا. فاز فيه نادي إكسبريس.